# Vincenzo Lapuma

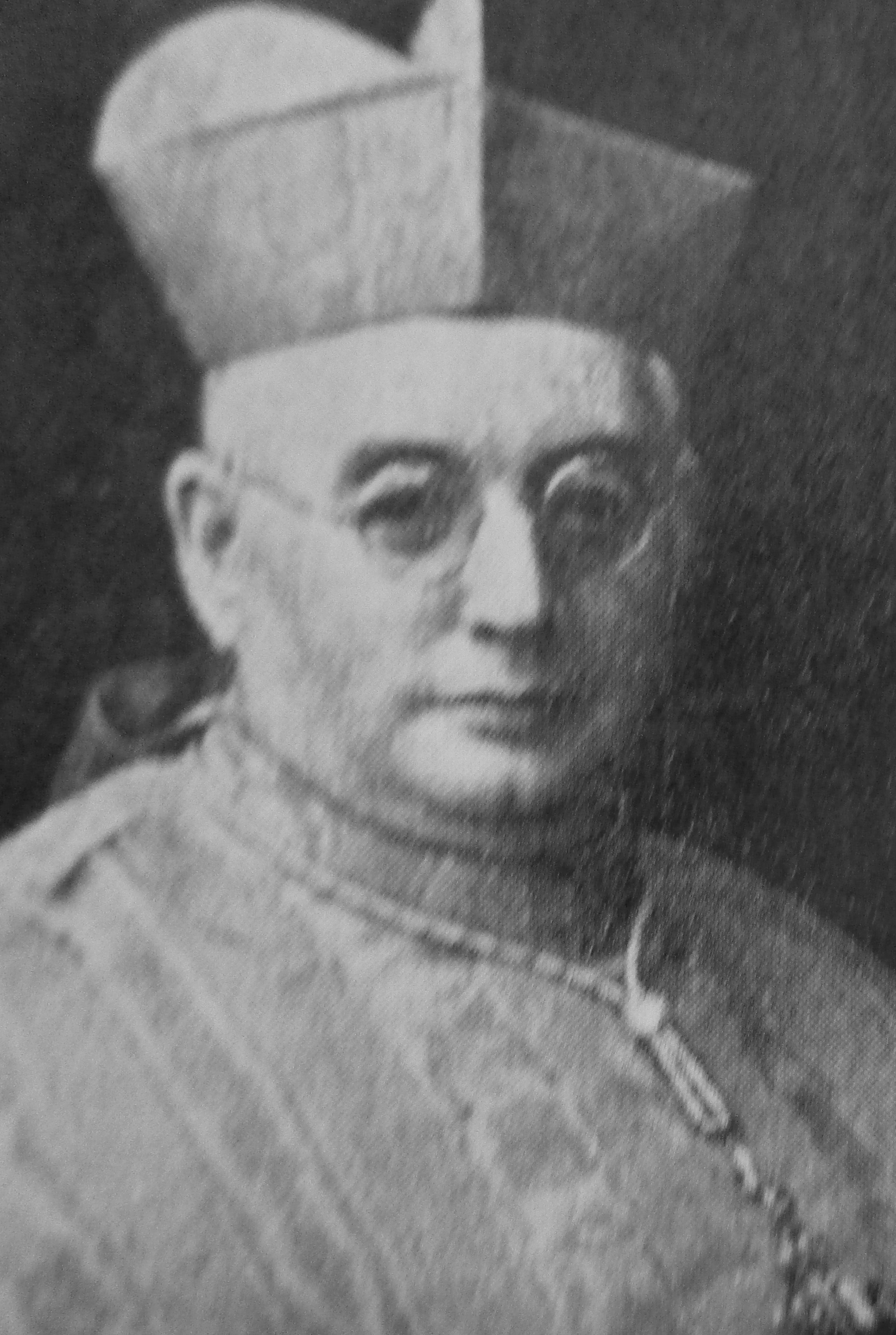
Vincenzo Kardinal Lapuma

Vincenzo Kardinal Lapuma, auch Vincenzo La Puma, (* 22. Januar 1874 in Palermo; † 4. November 1943 in Rom) war ein italienischer Kurienkardinal der römisch-katholischen Kirche.

## Leben
Vincenzo Lapuma studierte in Palermo und Rom die Fächer Katholische Theologie und Philosophie. Er empfing am 13. September 1896 das Sakrament der Priesterweihe und wurde anschließend Dozent in Rom. Darüber hinaus arbeitete er für die Bischofskongregation. 1907 wurde ihm der Titel eines Päpstlichen Geheimkämmerers verliehen.
1916 ernannte ihn Papst Benedikt XV. zum Untersekretär der Kongregation für die Ordensleute, 1917 verlieh er ihm den Titel eines Päpstlichen Hausprälaten. Papst Pius XI. ernannte Vincenzo Lapuma 1925 zum Sekretär der Kongregation für die Ordensleute und nahm ihn 1935 als Kardinaldiakon mit der Titeldiakonie Santi Cosma e Damiano in das Kardinalskollegium auf. Im gleichen Jahr bestimmte er ihn zum Präfekten der Religiosenkongregation. Vincenzo Lapuma nahm am Konklave des Jahres 1939 teil.
Er starb am 4. November 1943 in Rom, wo er auf dem Friedhof Campo Verano beigesetzt wurde.